# マチ・ディルワース
マチ・フクヤマ・ディルワース（英語: Machi Fukuyama Dilworth、漢字表記は真智ディルワース、あるいはディルワース（福山）真智）は日本とアメリカ合衆国で活動する植物学者である。

## 概要
植物の遺伝やホルモンに関するメタボリズムが専門であり、シロイヌナズナゲノム解読プロジェクトに貢献した。日本で育ち、大学を卒業した後にアメリカ合衆国の大学院で学び、1970年代から複数の大学で研究員をつとめた。その後、アメリカ合衆国農務省やアメリカ国立科学財団で研究調整官として働き、さまざまな植物ゲノムプロジェクトを担当した。日本の理化学研究所や国立科学財団日本事務局でも活動し、沖縄科学技術大学院大学の副学長もつとめた。日本でSTEMにかかわる女性を増やす試みにも継続的に携わっている。

## 来歴

### 学位取得まで
1945年1月3日に岡山県玉野市で生まれる。東京の国際基督教大学で生物学の学士号を取得した。学部生として指導教員である勝見允行の研究室で研究を行っていた際、UCLAの教授であるバーナード・フィニーが訪問し、自分の研究室で院生として研究をしないかと提案したため、勝見の承諾を得て1967年からUCLAで学ぶようになった。フルブライト奨学金を受給した留学であった。1960年代末にアメリカ植物生理学会の会員となり、長年この学会で活動して、のちにレガシーソサエティ創立メンバーとなった。
1971年、ジベレリンがどのように生合成されるかについての博士論文を提出し、植物生理学と生化学の研究でPh.D.を取得した。博論提出の翌日にグレッグ・ディルワースと結婚した。

### 学位取得後のキャリア
結婚したため日本に帰国せず、ミシガン州立大学に夫とともに移って、MSU-DOE植物研究ラボでポストドクとラル・フェローとなった。第一子出産後に産休を取得した後、夫とともに1975年にジョージア大学に移って生物化学科上級研究員となった。ここで3年間過ごし、ジョゼフ・シェルと知り合ってアグロバクテリウムを用いた植物の遺伝子工学を学んだ。
1978年に家族とワシントンD.C.に引っ越し、夫のグレッグはアメリカ国立衛生研究所で職を得た。マチのほうは仕事が見つかるまで11ヶ月かかったが、エリザベス・ガントのもと、スミソニアン放射線生物学研究所上級研究員となった。ここで数ヶ月だけ働いた後、1979年にアメリカ国立科学財団の生物・行動科学・社会科学総局プログラムディレクター補の職に応募し、発生生物学プログラムの担当者だったメアリ・クラッターに雇われた。この業務は「研究調整官」と呼ばれるもので、研究補助金などを担当する職務であり、本人はしばらく研究調整官をつとめた後に研究職に戻るつもりであったが、結局、研究調整業務の重要性に気付いてこの仕事を継続することになった。2年後の1981年、遺伝メカニズムプログラムを担当するアメリカ合衆国農務省競争的研究資金部長付プログラムマネージャーに就任した。植物ゲノムのマッピングに必要な複数の科学研究分野を束ねる調整委員会の策定にも携わった。1987年には雑誌The Plant Cellの創設メンバーのひとりとなり、1991年までレビューエディターであった。

### アメリカ国立科学財団

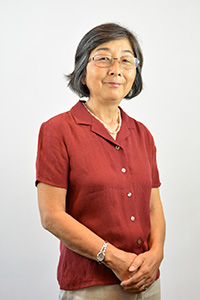
ディルワースの肖像写真（沖縄科学技術大学院大学によりCC-BY-4.0にて公表）

1990年、ディルワースはアメリカ国立科学財団に復帰し、総合生物・神経科学部及び生物基盤部プログラムディレクターとしてシロイヌナズナ植物ゲノムプログラムの支援をしてくれるようメアリ・クラッターから頼まれた。この結果、ディルワースはデリル・ナッサーと国立科学財団で複数の研究プロジェクトを創設することになり、その中にはシロイヌナズナの全ゲノム塩基配列を解読するためのプロジェクトであるMultinational Coordinated Arabidopsis thaliana Genome Research Project、International Arabidopsis genome sequencing program、Arabidopsis 2020 Projectも含まれていた。1996年の末に9ヶ月のサバティカルをとって日本に戻り、科学技術振興機構のフェローシップを受けた客員研究員として理化学研究所に滞在したが、このフェローシップの目的は日本におけるさまざまな公的機関及び私立機関でのバイオテクノロジー研究の現状を把握するということであった。
ディルワースは1997年に国立科学財団生物基盤部長に昇進した。1999年にこの職位は常任職となった。2007年に国立科学財団生物基盤部を離れ、東京の駐日アメリカ合衆国大使館付きの科学技術担当随員となった。2007年から2010年まで、国立科学財団東京事務局長もつとめた。この期間に日本においてSTEM分野にかかわる女性を増やすための活動も行った。アメリカ合衆国帰国後は国立科学財団数学物理科学部門の部長代理を2010年から2011年までつとめ、2011年から2012年までは財団の国際科学工学事務局長をつとめた。

### 退職とOISTへの復帰

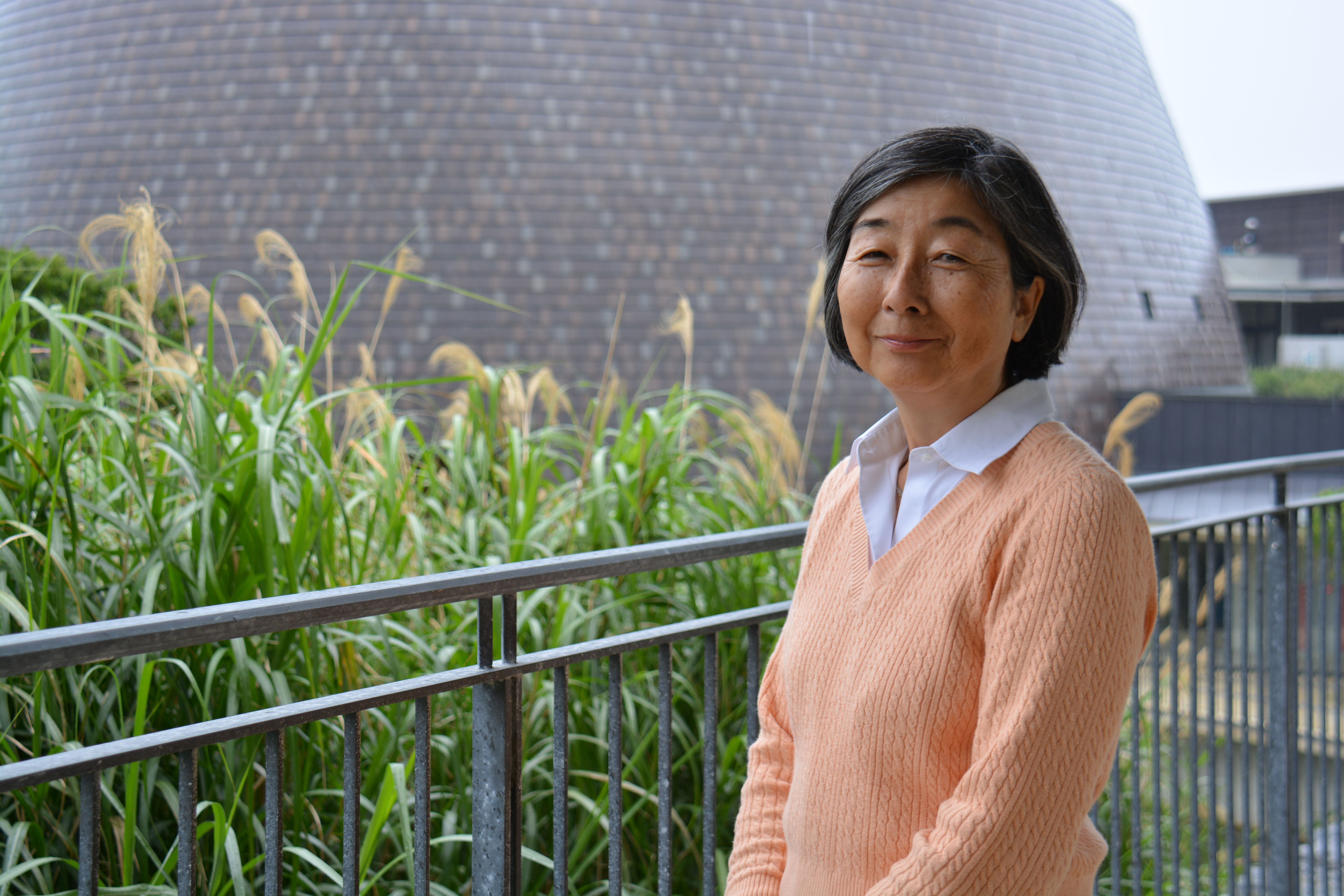
沖縄科学技術大学院大学の講堂の前にて（沖縄科学技術大学院大学によりCC-BY-4.0にて公表）

2012年6月に国立科学財団を退職し、夫が住むハワイに引っ越して、ハワイ大学ヒロ校総長室の非常勤シニアアドバイザーをつとめた。 ボイス・トンプソン植物科学研究所のディレクター委員会及び科学諮問委員会のメンバーもつとめた。2015年に沖縄科学技術大学院大学 (OIST) が創設された際、男女共同参画担当副学長に就任した。OISTではSTEM分野にかかわる日本の女性の数を増やすこれまでの活動を継続した。2019年に退職した。2021年10月に夫にグレッグが亡くなっている。

## 研究
ジベレリンに関する博士論文提出後、ポスドクとしてムギセンノウ (Agrostemma) における硝酸塩ホルモンコントロールと亜硝酸塩メタボリズムの研究を行った。ジョージア大学では木綿の種の貯蔵タンパク質がどのようにアミノ酸メタボリズムをコントロールしているかについての研究をしていた。エリザベス・ガントの研究室ではチノリモ (Porphyridium cruentum) のフィコビリソームに関する生化学研究を行っていた。